# Cyclommatus mniszechi mniszechi
Cyclommatus mniszechi mniszechi es una subespecie de coleóptero de la familia Lucanidae.

## Distribución geográfica
Habita en Shanghái y Taiwán.